# Handley Page Marathon
Die Handley Page (Reading) H.P.R.1 Marathon (ursprüngliche Bezeichnung Miles M.60) war ein leichtes viermotoriges Verkehrsflugzeug des britischen Herstellers Handley Page (Reading) Limited. Das kurz nach dem Zweiten Weltkrieg gebaute Flugzeug war für 20 Passagiere ausgelegt.

## Geschichte
Die Marathon wurde nach den Vorgaben der Brabazon-Kommission geplant. Der Entwurf stammte ursprünglich von Miles Aircraft Limited und sah ein Ganzmetallflugzeug mit vier Gipsy-Queen-Kolbenmotoren vor. Das als Hochdecker ausgelegte Flugzeug besaß ein einziehbares Fahrwerk und ein doppeltes Seitenleitwerk. Die Maschine bot Platz für zwei Piloten und zwanzig Passagiere. Die Prototypen erhielten den Namen Miles M.60 Marathon. Der Erstflug fand am 19. Mai 1946 statt.
Die britische Regierung und die Fluggesellschaft British European Airways bestellten jeweils 25 Flugzeuge. Aufgrund der finanziellen Probleme des Herstellers wären aber mehr als hundert Bestellungen nötig gewesen. Weitere Schwierigkeiten ergaben sich, als ein Prototyp abstürzte und kostspielige Konstruktionsänderungen notwendig wurden. Miles Aircraft war danach zahlungsunfähig.
Der Flugzeughersteller Handley Page erwarb 1948 die Konstruktionspläne der M.60 und die Produktionsanlagen in Reading, die der neuen „Handley Page (Reading) Limited“ angegliedert wurden. In den folgenden drei Jahren entstanden vierzig Maschinen unter dem neuen Namen Handley Page (Reading) H.P.R.1 Marathon 1. Im Gegensatz zu den Prototypen erhielten sie ein Dreifachleitwerk.
Die erste Serienmaschine flog 1950 zu Werbezwecken nach Australien und Neuseeland. Bei den Testflügen mit dem ersten ausgelieferten Flugzeug 1951 stellte sich heraus, dass es die De Havilland DH.89 Dragon Rapide der British European Airways nicht ersetzen konnte. Die Fluggesellschaft reduzierte daraufhin ihre Bestellungen auf sieben Exemplare. Die Maschinen wurden nach kurzer Einsatzzeit an den Hersteller zurückgegeben.
Handley Page baute diese und weitere unverkaufte Modelle für die Royal Air Force zu Marathon-T.11-Navigationsschulflugzeugen um. Nachdem 1954 eine Maschine abgestürzt war, wurden die übrigen bis 1958 ausgemustert und weiterverkauft. Eine weitere Maschine erwarb 1954 König Hussein von Jordanien als Privatmaschine.
Daneben wurde noch von Miles eine zweimotorige Variante entwickelt, die über einen Armstrong-Siddeley-Mamba-Turbopropantrieb verfügte. Die Marathon 2, die ihren Erstflug am 23. Juli 1949 absolvierte, ging nicht in Serie. Der einzige Prototyp wurde später mit Alvis-Leonides-Major-Sternmotoren ausgestattet und als Testflugzeug für die Handley Page Herald verwendet.

## Versionen
- M.60 Marathon – zwei Prototypen von Miles Aircraft
- M.69 Marathon 2 – einzelner Prototyp von Miles für British European Airways mit zwei Mamba-Turbopropmotoren
- H.P.R.1 Marathon 1 – vierzig Serienflugzeuge von Handley Page
- H.P.R.1 Marathon T.11 – 28 Umbauten für Royal Air Force, Navigationstrainer
- H.P.R.5 Marathon – ehemalige Miles M.69 mit zwei Leonides-Major-Sternmotoren

## Nutzung

### Zivile Nutzer
Myanmar
- Union of Burma Airways

 Japan
- Far East Airlines

 Nigeria
- West African Airways Corporation

 Vereinigtes Königreich
- British European Airways

### Militärische Nutzer
Jordanien
- Royal Jordanian Air Force

 Vereinigtes Königreich
- Royal Air Force
- Royal Aircraft Establishment

## Zwischenfälle
Vom Erstflug 1946 bis zum Betriebsende kam es mit Handley Page Marathon zu elf Totalschäden. Bei zwei davon kamen 7 Menschen ums Leben. Beispiel:
- Am 4. August 1953 überrollte eine Handley Page Marathon 1A der Union of Burma Airways (Luftfahrzeugkennzeichen XY-ACX) bei der Landung auf dem Flughafen von Myaungmya (Birma) das Ende der Landebahn und fing Feuer. Alle 21 Insassen, 3 Besatzungsmitglieder und 18 Passagiere, überlebten. Das Flugzeug wurde zerstört.[2]

## Technische Daten (M.60 Marathon)
| Kenngröße             | Daten                                                                 |
| --------------------- | --------------------------------------------------------------------- |
| Besatzung             | 2                                                                     |
| Passagiere            | 20                                                                    |
| Länge                 | 15,93 m                                                               |
| Spannweite            | 19,81 m                                                               |
| Höhe                  | 4,27 m                                                                |
| Flügelfläche          | 46,45 m²                                                              |
| Flügelstreckung       | 8,4                                                                   |
| Leermasse             | 5198 kg                                                               |
| Startmasse            | 7484 kg                                                               |
| Höchstgeschwindigkeit | 322 km/h                                                              |
| Dienstgipfelhöhe      | 5030 m                                                                |
| Reichweite            | 1368 km                                                               |
| Triebwerke            | vier Reihenmotoren de Havilland Gipsy Queen 71 mit je 246 kW (334 PS) |